# 臺北市立圖書館恆安民眾閱覽室
25°03′48″N 121°31′38″E / 25.063343°N 121.5271948°E
臺北市立圖書館恆安民眾閱覽室，簡稱恆安民閱，（英文：Hengan Neighborhood Reading Room），位於臺灣臺北市中山區民權東路一段71巷19號，靠近民權東路、新生北路口，為臺北市立圖書館在中山區首間民眾閱覽室。不同於與北市圖其他民閱多與政府單位共用建物，該民閱是使用專用建築物的民閱。

## 簡介

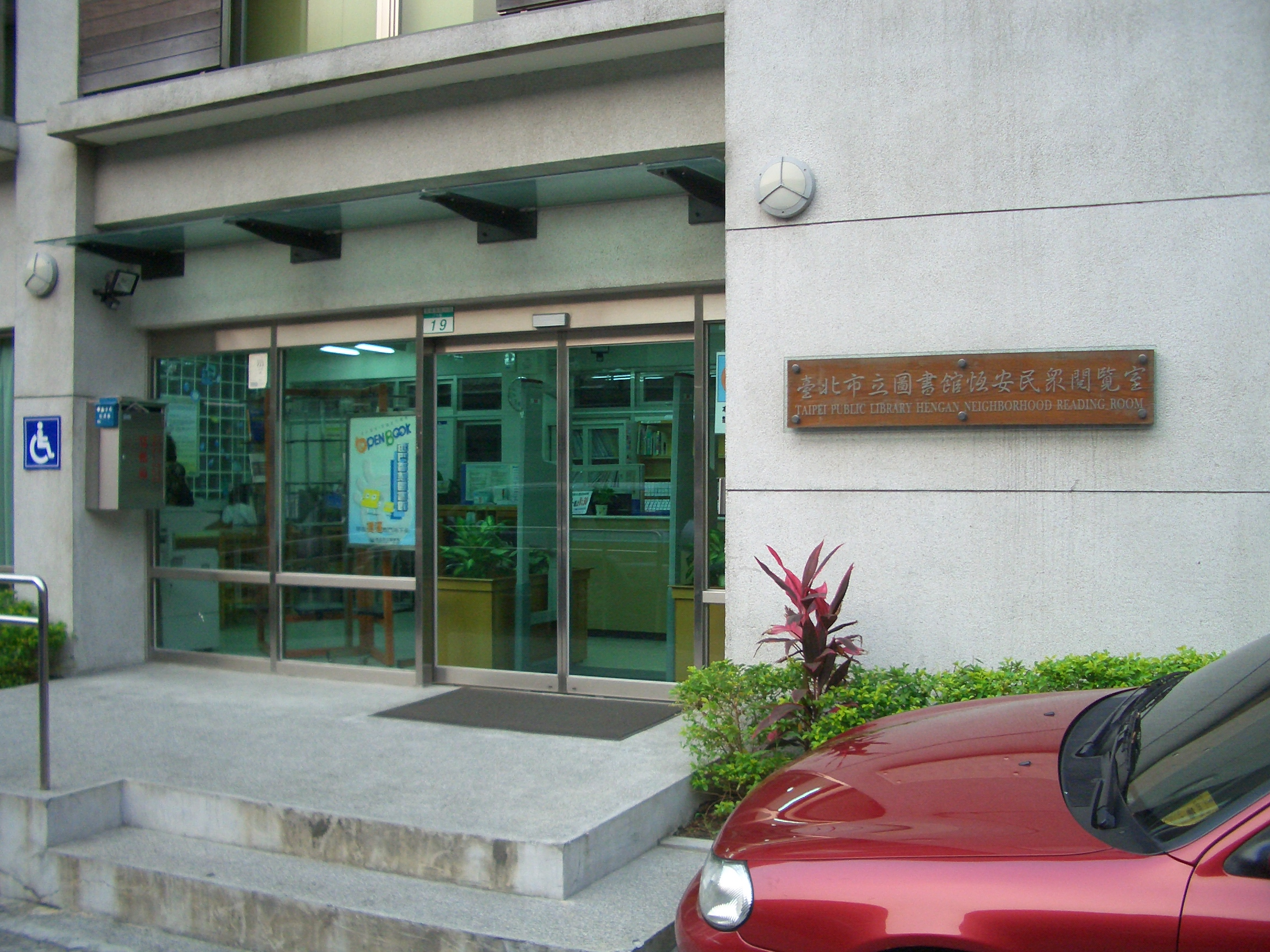
恆安民眾閱覽室大門

恆安民眾閱覽室附近有中山國小、新興國中、稻江護家等學校；交通方面有台北捷運中和新蘆線中山國小站，民權東路上有公車專用道，十分便利。
現有館舍自地下1樓至地上5樓，約260坪。過去原為中山國小宿舍，在長期無人使用的情況下，由當地民眾建議活用閒置空間；經主管機關核准後，遂由設計師設計改為民眾閱覽室，2003年9月開工，2005年1月30日啟用。2011年7月18日至9月30日整修，局部調整整棟樓層使用空間；2011年10月1日重新開放。
| 樓層           | 分區                                 |
| -------------- | ------------------------------------ |
| 恆安民眾閱覽室 |                                      |
| 5              | 自修室                               |
| 4              | 閱覽室                               |
| 3              | 期刊室、參考資料區、報紙合訂本區     |
| 2              | 兒童閱覽室                           |
| 1              | 大廳、綜合服務台、資訊檢索區、報紙區 |
| B1             | 機電室                               |

## 交通位置

### 台北公車
- 捷運中山國小站：26、41、63、203、225、225(區間車)、226、277(區間車)、279、280、520、612、612(區間車)、617、801、803、民權幹線、內科通勤專車18、紅29、紅31
- 新興國中站：208、211、227、227(區間車)、246、261、520、638、811、紅33
- 新興國中(新生)站：227(區間車)、520、606
- 中山國小站：208、246、紅33、9005 臺北市政府-桃園（三重客運、桃園客運）、9009桃園-臺北（指南客運、中壢客運）
- 中山國小(新生)站：109、203、277、279、280(直達車)、606、612、612(區間車)、685、敦化幹線

### 台北捷運
- 中和新蘆線中山國小站4號出口

## 外部連結
- 恆安民眾閱覽室簡介 （页面存档备份，存于）